# Ixnay on the Hombre
Ixnay on the Hombre es el cuarto álbum de estudio de la banda estadounidense de punk rock The Offspring. Bajo la producción de Dave Jerden, el álbum fue lanzado el 4 de febrero de 1997 a través de Columbia Records, aunque fue Epitaph Records, su anterior compañía discográfica quién lo lanzó en Europa. Tras el enorme éxito comercial de su anterior álbum Smash, The Offspring entró al estudio a mediados de 1996 para grabar un nuevo álbum. Preguntado por el título, el vocalista Dexter Holland afirmó que Ixnay On The Hombre quiere decir «Fuck Authority» o «Fuck the Man». («Ixnay» es la versión Pig Latin de la palabra «nix», habitualmente usada en las películas de Hollywood de 1940).
Ixnay On The Hombre tuvo un éxito moderado, debutando en el puesto número 9 en la lista de Billboard 200, y fue bien recibido por los críticos y los fanes. El álbum fue certificado disco de platino en los Estados Unidos. Vendiendo 7 millones de copias El álbum contiene los sencillos «All I Want», «Gone Away», «The Meaning of Life» y «I Choose», mientras que «Cool to Hate» fue lanzado solamente en la radio para airplay. Los primeros dos singles también aparecen como la quinta y sexta canción respectivamente en su álbum recopilatoro Greatest Hits, que fue lanzado en 2005.

## Antecedentes y grabación
Tras el gran éxito comercial del disco anterior de la banda, Smash, y la posterior gira para promocionar el mismo, la banda firmó un contrato discográfico con Columbia Records y comenzó a escribir nuevas canciones en su local de ensayo. La grabación tuvo lugar entre junio y octubre de 1996 en El Dorado Recording Studio, con el productor Dave Jerden (Alice in Chains, Anthrax, Jane's Addiction, Social Distortion).
En pleno proceso de grabación del álbum, el guitarrista Noodles declaró:

Grabamos algunas canciones más de las que necesitamos, y si hubiéramos utilizado algunas de las otras que se quedaron fuera, hubiese terminado un poco más aventurado. Pero no nos decepcionó lo que mantuvimos. Creo que es un gran disco y me encantan estas canciones. Tal vez salvemos el sendero para el próximo disco.

"Change the World" es una continuación de la pista oculta que apareció al final del álbum anterior Smash. "Change the World" en sí contiene una pista oculta, una breve pieza hablada por Calvert DeForest del Show de David Letterman.

## Lanzamiento y recepción
Ixnay On The Hombre fue publicado el 4 de febrero de 1997 y fue el primer álbum de The Offspring distribuido a través de Columbia Records. Sin embargo, fue lanzado por Epitaph Records en Europa. Esto fue debido a desacuerdos contractuales entre la banda y el cofundador de Epitaph y actual guitarrista de Bad Religion, Brett Gurewitz. La banda fue capaz de lanzar su álbum a través de Columbia en los Estados Unidos y otros lanzamientos internacionales, pero tuvo que completar el lanzamiento del álbum en Europa a través de Epitaph. Todos los álbumes posteriores fueron publicados a través de Columbia.
Ixnay On The Hombre llegó al número 9 en la lista de álbumes Billboard 200. Aunque el álbum no tuvo tanto éxito como su predecesor y su sucesor, también obtuvo el platino poco tiempo después de su lanzamiento. Stephen Thomas Erlewine de Allmusic premio al álbum con 2 estrellas y media, y afirma: "Ixnay On The Hombre suena como una competente banda de hard rock tratando de engancharse a sí mismos al carro del post-grunge"

## Lista de canciones
Todas las canciones fueron escritas y compuestas por The Offspring, excepto las que se indiquen.
| N.º                   | Título | Duración |  |
| 1.                    | «Disclaimer» | 0:45     |  |
| 2.                    | «The Meaning of Life»                                                                                           | 2:56     |  |
| 3.                    | «Mota» | 2:57     |  |
| 4.                    | «Me & My Old Lady»                                                                                              | 4:33     |  |
| 5.                    | «Cool to Hate»                                                                                                  | 2:47     |  |
| 6.                    | «Leave It Behind»                                                                                               | 1:58     |  |
| 7.                    | «Gone Away» | 4:28     |  |
| 8.                    | «I Choose» | 3:54     |  |
| 9.                    | «Intermission» (Compuesta por Irving Caesar y Vincent Youmans.)                                                 | 0:48     |  |
| 10.                   | «All I Want» | 1:54     |  |
| 11.                   | «Way Down the Line»                                                                                             | 2:36     |  |
| 12.                   | «Don't Pick It Up»                                                                                              | 1:53     |  |
| 13.                   | «Amazed» | 4:25     |  |
| 14.                   | «Change the World» (Contiene una canción oculta que comienza a los 6:18, después de 1:33 segundos de silencio.) | 6:23     |  |
| Duración total: 42:17 | |          |  |

## Listas y certificaciones
| Listas                         | Posición |
| ------------------------------ | -------- |
| Australian Albums Chart        | N.º 2    |
| Austrian Albums Chart          | N.º 3    |
| Belgian (Flandes) Albums Chart | N.º 19   |
| Belgian (Valonia) Albums Chart | N.º 8    |
| Canadian Albums Chart          | N.º 3    |
| Dutch Albums Chart             | N.º 8    |
| Finland Albums Chart           | N.º 2    |
| French Albums Chart            | N.º 3    |
| Japanese Albums Chart          | N.º 3    |
| Norwegian Albums Chart         | N.º 9    |
| New Zealand Albums Chart       | N.º 2    |
| Swedish Albums Chart           | N.º 4    |
| Switzerland Albums Chart       | N.º 10   |
| UK Albums Chart                | N.º 17   |
| EE. UU. Billboard 200          | N.º 9    |
| Billboard Top Canadian Albums  | N.º 3    |

| Listas                  | Posición |
| ----------------------- | -------- |
| Australian Albums Chart | N.º 20   |

| País           | Certificación | Fecha                   | Ventas    |
| -------------- | ------------- | ----------------------- | --------- |
| Australia      | 2x Platino    | 1997                    | 140,000   |
| Canadá         | 2x Platino    | 31 de diciembre de 1997 | 200,000   |
| Finlandia      | Oro           | 1997                    | 26,511    |
| Estados Unidos | 2x Platino    | 22 de abril de 1997     | 2,100,000 |

## En la cultura popular
- La canción "The Meaning Of Life" esta en la banda sonora del anime Tekken: The Motion Picture.[18]
- Las canciones "Mota", "Amazed" y "The Meaning Of Life" están en la banda sonora del documental Snowriders II.[19]
- Las canciones "Way Down the Line", "Change The World" y "All I Want" aparecen en el videojuego Crazy Taxi.[20]
- Las canciones "All I Want" y "Gone Away" son contenido descargable para el videojuego Rock Band.[21][22]

## Créditos

### The Offspring
- Dexter Holland - Vocalista, guitarra rítmica
- Noodles - Guitarra principal, coros
- Greg K - Bajo
- Ron Welty - Batería

### Músicos adicionales
- Jello Biafra – Vocales en "Disclaimer"
- Calvert DeForest – Vocales en "Kiss My Ass"/"Cocktail"
- Jason "Blackball" McLean – Vocales adicionales en "Mota"
- Paulinho Da Costa – Percusiones adicionales
- Davey Havok (Acreditado como Davey Havoc) – Coros

### Otros
- Dave Jerden – Producción y mezclado
- Bryan Carlstrom – Ingeniero
- Brian Jerden – Ingeniero asistente
- Annette Cisneros – Ingeniero asistente
- Eddy Schreyer – Masterización
- Bryan Hall – Técnico de guitarra
- Sean Evans – Dirección artística
- Enrique Chagoya – Ilustración de la portada
- Lisa Haun – Fotografías